# Passalus elfriedae
Passalus elfriedae là một loài bọ cánh cứng Nam Mỹ trong họ Passalidae.